# Jonas Sakuwaha
Jonas Sakuwaha (Zambia, 22 de julio de 1983), futbolista zambiano. Juega de volante y su actual equipo es el Al-Merreikh SC de la Primera División de Sudán. 

## Selección nacional
Ha sido internacional con la Selección de fútbol de Zambia, ha jugado 13 partidos internacionales y ha anotado 1 gol.

### Participaciones con la selección
| Copa                                    | Sede                      | Resultado     |
| --------------------------------------- | ------------------------- | ------------- |
| Campeonato Africano de Naciones de 2009 | Costa de Marfil           | Primera ronda |
| Copa Africana de Naciones de 2012       | Gabón y Guinea Ecuatorial | Campeón       |
| Copa Africana de Naciones de 2013       | Sudáfrica                 | Primera ronda |

## Clubes
| Club           | País    | Año       |
| -------------- | ------- | --------- |
| ZESCO United   | Zambia  | 2006-2009 |
| FC Lorient     | Francia | 2009-2010 |
| Le Havre AC    | Francia | 2010      |
| Al-Merreikh SC | Sudán   | 2010-     |